# Emma Kete
Emma Jillian Kete (* 1. September 1987 in Auckland) ist eine neuseeländische Fußballspielerin, die zuletzt in Australien für Canberra United spielte und nach sieben Jahren ohne Länderspiel im Frühjahr 2019 wieder in der neuseeländischen Fußballnationalmannschaft der Frauen eingesetzt wurde.

## Karriere
Kete startete ihre Profikarriere für Lynn-Avon United und wurde im Juli 2009 zu Ottawa Fury ausgeliehen. In Kanada und Ottawa spielte sie gemeinsam mit ihren Nationalmannschaftskolleginnen Amber Hearn, Hayley Moorwood und Ria Percival. Im Winter 2009 kehrte sie aus Kanada zu Lynn Avon zurück und spielte hier die Saison 2010. Im darauf folgenden Jahr verließ sie LA United und wechselte zum Ligarivalen Three Kings United.
Im Juli 2011 verließ sie ihre Heimat Neuseeland ein zweites Mal und wechselte auf die britische Insel, wo Kete beim englischen Verein Lincoln Ladies FC unterschrieb. Nach nur einem Einsatz verletzte sich Kete schwer und löste daher bereits im September 2011 ihren Vertrag wieder auf. Nach mehreren Wochen ohne Verein und dem auskurieren der Verletzung wechselte sie in die finnische Naisten Liiga zum PK-35 Vantaa. Nachdem sie bis zum Saisonende drei Tore in sechs Spielen erzielt hatte, wechselte sie am Ende der Saison im Oktober 2011 zu Perth Glory in die australische W-League. Nachdem sie mit ihrer norwegischen Zimmernachbarin Lisa-Marie Woods abseits des Platzes aneinandergeraten war, wurde sie bereits 8. Dezember 2011 aus ihrem Vertrag wieder entlassen. Nach ihrer Entlassung bei Perth unterschrieb sie bei Canberra United und wechselte zur Folgesaison zum Ligarivalen Sydney FC.
Am 31. Januar 2013 verkündete sie ihren Wechsel zum SC 07 Bad Neuenahr und kehrte im Sommer 2013 nach der Insolvenz des Bundesligisten zu ihrem früheren Verein Three Kings United zurück. Nach vier Monaten in Neuseeland kehrte sie nach Australien zum Sydney FC in die W-League zurück und schloss sich zur Saison 2014 dem NWSL-Teilnehmer Western New York Flash an. Dort wurde Kete bereits am 21. Mai nach lediglich drei Einsätzen wieder freigestellt und wechselte zu Manchester City in die FA WSL. Mit Manchester gewann sie den Ligapokal 2014, für die Manchester Ladies der erste Titel. Danach kehrte sie zurück zu Canberra United. Das mit 0:1 gegen den FC Sydney am 24. Januar 2016 verlorene Halbfinale der australischen Meisterschaft ist ihr letztes Spiel.

### International
Im Sommer 2006 wurde sie für die U-20-Fußball-Weltmeisterschaft der Frauen 2006 nominiert und spielte beim Endturnier in Russland im Eröffnungsspiel gegen Australien.
Am 4. Februar 2007 machte Kete ihr A-Länderspieldebüt für die Ferns gegen die Australische Fußballnationalmannschaft der Frauen. Am 11. April 2007 erzielte sie beim 8:0 gegen die Salomonische Fußballnationalmannschaft der Frauen im Rahmen der Fußball-Ozeanienmeisterschaft der Frauen 2007 ihr erstes Länderspieltor. Neuseeland gewann die ozeanische Meisterschaft und qualifizierte sich damit für die WM 2007, für die sie aber nicht berücksichtigt wurde.
Im Juli 2008 wurde sie von Nationaltrainer John Herdman für die Olympischen Sommerspiele 2008 in Peking nominiert. Beim Turnier spielte sie in allen drei Gruppenspielen.
Bei der Fußball-Ozeanienmeisterschaft der Frauen 2010 hatte sie zwei Einsätze und gewann ihren zweiten kontinentalen Titel, durch den sich die Neuseeländerinnen für die WM 2011 qualifizierten. Sie wurde auch für die WM nominiert, kam in Deutschland aber nicht zum Einsatz.
2012 hatte sie noch sechs Einsätze, wurde dann aber für die Olympischen Sommerspiele 2012 nicht nominiert. Obwohl sie dann drei Jahre kein Länderspiel bestritt, wurde sie für die WM 2015 nominiert, dort aber nicht eingesetzt. Beim Cup of Nations im Februar/März 2019 in Australien wurde sie nach sieben Jahren ohne Länderspiel erstmals wieder eingesetzt und dann auch für die WM 2019 nominiert.

## Erfolge
- Ozeanienmeisterin 2007 und 2010
- Finnische Meisterin 2011
- Australische Meisterin 2011/12
- Englische Ligapokalsiegerin 2014 (ohne Einsatz im Finale)